# Cispius
Cispius là một chi nhện trong họ Pisauridae.

## Hình ảnh

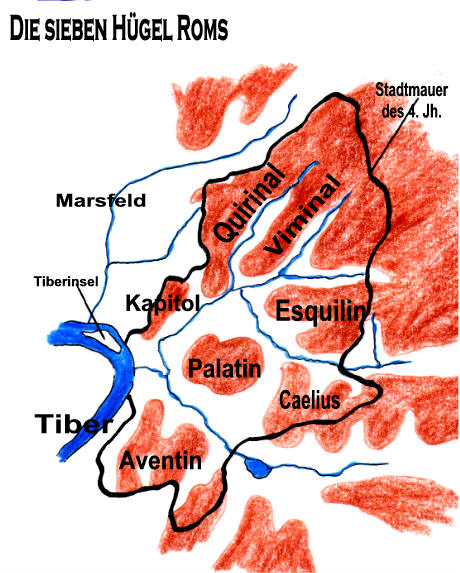